# Thiện Long
Thiện Long là một xã thuộc tỉnh Lạng Sơn, Việt Nam.
Xã Thiện Long có diện tích 54,85 km², dân số năm 1999 là 2.461 người, mật độ dân số đạt 45 người/km².
Theo thống kê năm 2019, xã Thiện Long có diện tích 54,85 km², dân số là 2.337 người, mật độ dân số đạt 43 người/km².